# Praia do Barreiros
Praia do Barreiros é uma praia brasileira localizada em Ilhabela, São Paulo, Brasil. A praia está a 8,4 km da balsa, ao norte.

## Geografia
É uma praia considerada tranquila e pouco visitada, e que possui 452 metros de extensão, por até 40 metros de largura. Junto à praia, está localizao um riacho.

## História
Já foi chamada, em mapas antigos, de Praia do Barro ou praia do Barreiro, uma provável referência ao fundo lodoso do seu mar. Durante a maré baixa, ocorre um recuo de muitos metros em suas águas.
Um pilar na orla é o último registro de um píer por onde corriam trilhos de um pequeno vagão na década de 1960, usado no transporte de peixes e gelo que eram produzidos na antiga Fazenda Barreiro. Com mais de 100 anos, o casarão da fazenda exibe seus graciosos traços coloniais. Atualmente funciona na praia a Associação Barreiros e uma tradicional loja de móveis e decoração.